# Labo
Der Mount Labo ist ein 1544 Meter hoher Stratovulkan, etwa 200 km südöstlich von Manila. Er liegt auf den Philippinen auf der Insel Luzon in der Provinz Camarines Norte und Camarines Sur in der Region Bicol etwa 20 km südwestlich der Stadt Daet, auf dem Gebiet der Gemeinde Labo. Die nordwestlichen Quellen des Bicol-Flusses entspringen am Berg. Einige Flüsse, die der Südflanke des Labos entspringen, fließen in den Golf von Ragay. Der Berg ist bis in die Gipfelregion bewaldet, zu deren Schutz wurde das Abasig-Matogdon Mananap Natural Biotic Area eingerichtet.
Sein letzter Ausbruch ist zwar schon 27.000 Jahre her, heiße Quellen zeigen aber, dass er noch nicht als erloschen gelten kann.